# Kate Perugini

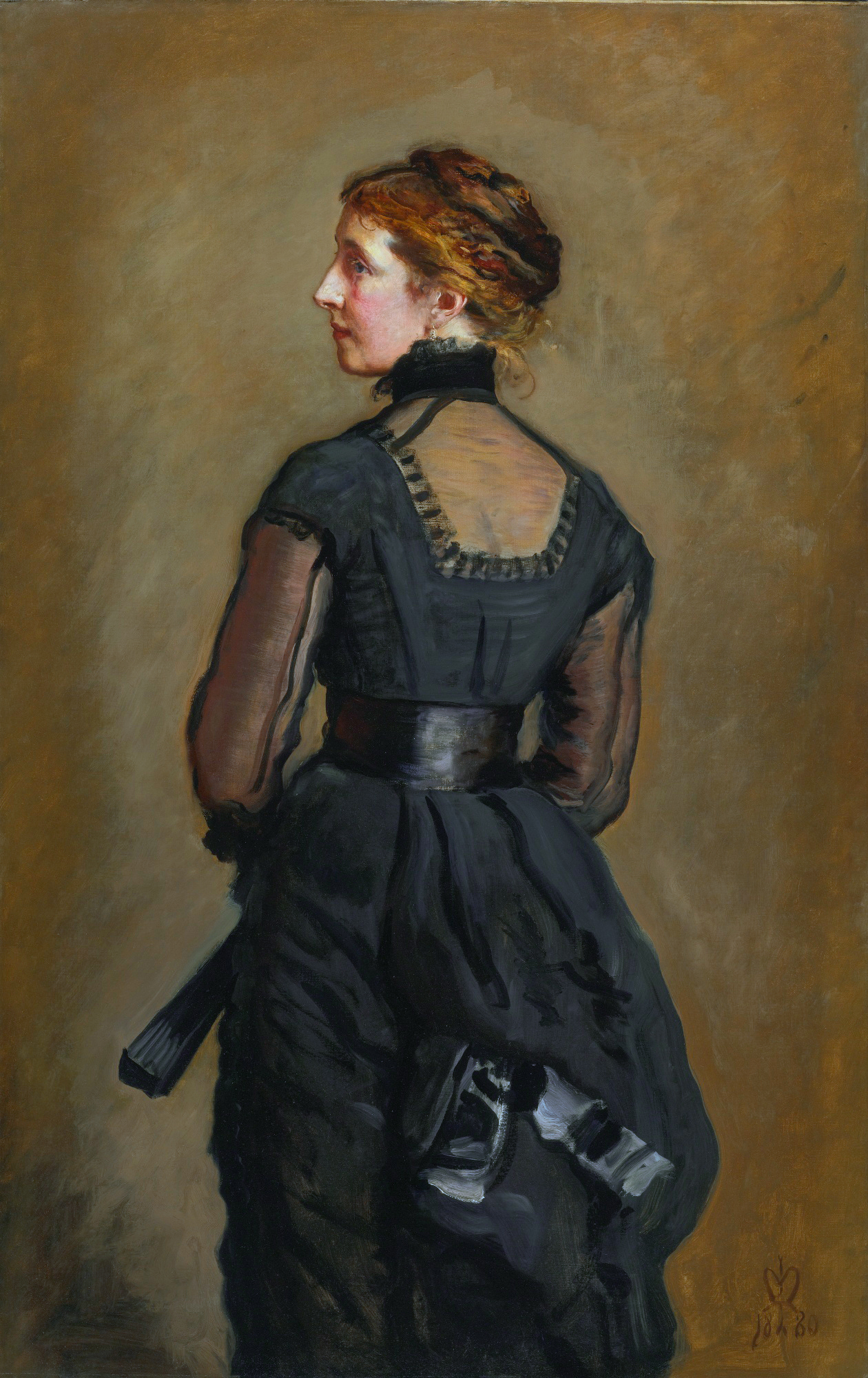
Portrait of Mrs Kate Perugini (1880) von John Everett Millais

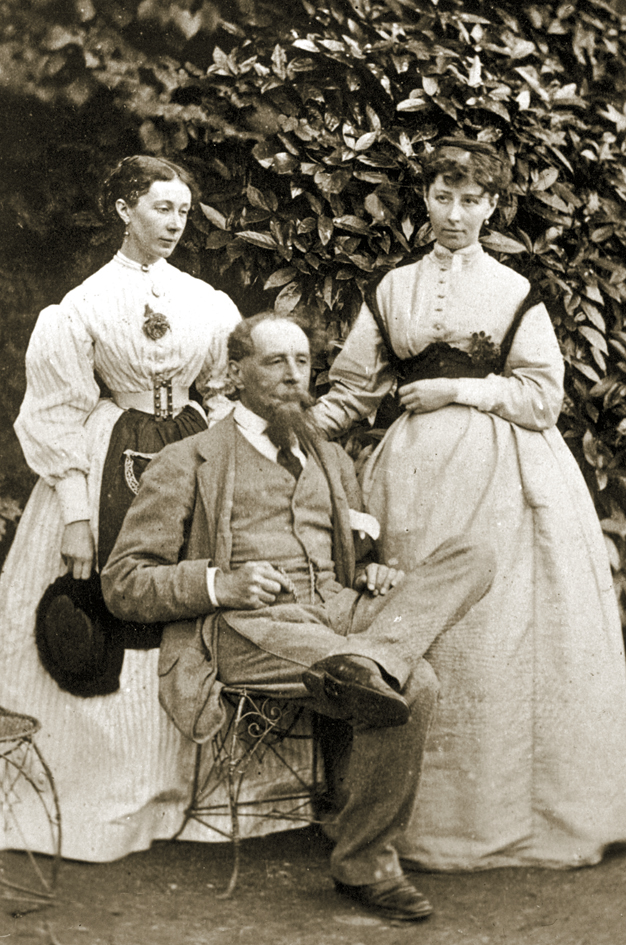
Kate (rechts) mit ihrer Schwester Mary und ihrem Vater Charles Dickens (1865)

Catherine Elizabeth Macready Perugini (geb. Dickens; * 29. Oktober 1839 in London; † 9. Mai 1929 in London) war eine englische Malerin des Viktorianischen Zeitalters und die Tochter von Catherine und Charles Dickens.

## Leben
Catherine Perugini, Kate oder Katey genannt, war die jüngste überlebende Tochter von Catherine und Charles Dickens. Ihren Geschwistern zufolge war sie das Lieblingskind von Charles Dickens.
Kate hatte neun Geschwister. Als Kind unternahm sie mit ihrer Familie viele Reisen, u. a. nach Frankreich, Italien und in die Schweiz. Außerdem trat sie – ebenso wie ihre Eltern und ihre Schwester Mary – mehrfach in von ihrem Vater produzierten Amateurtheaterstücken auf, darunter 1857 in einer Vorstellung von Wilkie Collins’ Stück The Frozen Deep vor Königin Victoria. I1858 trennten sich ihre Eltern nach einer längeren Ehekrise und wegen Charles Dickens’ langjähriger Affäre. Kate blieb nach der Trennung ebenso wie alle ihre Geschwister bis auf den ältesten Sohn Charles bei ihrem Vater.
Am 17. Juli 1860 heiratete Kate den präraffaelitischen Künstler und Schriftsteller Charles Allston Collins. Er war der jüngere Bruder von Wilkie Collins, einem engen Freund ihres Vaters. Während der Ehe mit Collins hatte sie eine Affäre mit einem anderen präraffaelitischen Künstler, Valentine Prinsep. Nach Collins’ Tod infolge von Krebs im Jahr 1873 heiratete sie den italienischen Maler Charles Edward Perugini. Das Paar ließ sich 1873 heimlich trauen, 1874 folgte die offizielle Zeremonie. Das einzige Kind der beiden, Leonard Ralph Dickens, starb am 24. Juli 1876 im Alter von sieben Monaten. Die Peruginis verkehrten in Künstlerkreisen und waren mit J. M. Barrie, George Bernard Shaw und anderen bekannten Persönlichkeiten ihrer Zeit befreundet. Kate widmete sich wie ihr erster Mann neben der Malerei auch der Literatur.
Kate war die wichtigste Quelle für das Buch Dickens and Daughter der Biografin Gladys Storey, in dem diese Dickens’ Affaire mit der Schauspielerin Ellen Ternan enthüllte. Unterstützer von Charles Dickens kritisierten das Buch und bezeichneten es als unzuverlässig, besonders die Abschnitte, die sich mit Ellen Ternan befassten. George Bernard Shaw dagegen schrieb in einem Brief an das Times Literary Supplement, dass Kate ihm alles, was im Buch stehe, schon vierzig Jahre zuvor erzählt habe.
Charles Perugini starb 1918 und wurde neben seinem Sohn beigesetzt. Kate überlebte ihren Ehemann um zehn Jahre und starb 1929 im Alter von 89 Jahren.

## Künstlerische Laufbahn
Im Alter von zwölf Jahren begann Kate ein Studium am Bedford College, einem liberalen Frauencollege, das die erste höhere Bildungseinrichtung für Frauen in Großbritannien war. Sie wurde eine erfolgreiche Porträts- und Genre-Malerin.
1880 malte der britische Maler John Everett Millais ein Porträt von ihr, das als eines seiner herausragendsten Porträts gilt. Es wurde 1881 auf der Sommerausstellung der Grosvenor Gallery ausgestellt, in der Kate ebenfalls schon ausgestellt hatte, und war ein Hochzeitsgeschenk von Millais zur Hochzeit von Kate und Charles Perugini. Es zeigt Kate Perugini „als Teil einer kultivierten, gebildeten und künstlerischen Familie“. Kate hatte Millais früher schon Modell für sein Gemälde The Black Brunswicker (1860) gestanden.
1877 wurden Kates Porträts in Ausstellungen der Londoner Royal Academy gezeigt, außerdem stellte sie ihre Werke regelmäßig bei der Society of Watercolour Painters und der Society of Lady Artists aus. Zwischen 1880 und 1882 sandte Perugini drei ihrer Gemälde an die Grosvenor Gallery. 1893 wurden ihre Werke auf der Weltausstellung World’s Columbian Exposition in Chicago im Palace of Fine Arts und im Ausstellungspavillon Woman’s Building gezeigt.
Perugini ist besonders für ihre Kinderporträts bekannt, darunter A Little Woman (1879), Portrait of Agnes Pheobe Burra (Feeding Rabbits) (1884), Dorothy de Michele (1892) und A Flower Merchant.
Einige ihrer Werke sind im Besitz des Guildhall Museum in Rochester.

## Bibliografie
- Gladys Storey: Dickens and Daughter, Frederick Muller 1939; Nachdruck Haskell House, New York, 1971, ISBN 978-0-8383-1321-3
- Lucinda Hawkins, Katey: The Life and Loves of Dickens’s Artist Daughter, Doubleday, London, 2006, ISBN 0-385-60742-3
- Lucinda Hawkins: Charles Dickens’ Favorite Daughter: The Life, Loves, and Art of Katey Dickens Perugini, Globe Pequot Press, 2013, ISBN 978-0-7627-8521-6
- Lucinda Hawkins: Dickens’s Artistic Daughter Katey: Her Life, Loves & Impact, Pen & Sword History, London, 2018, ISBN 978-1-5267-1230-1

## Galerie

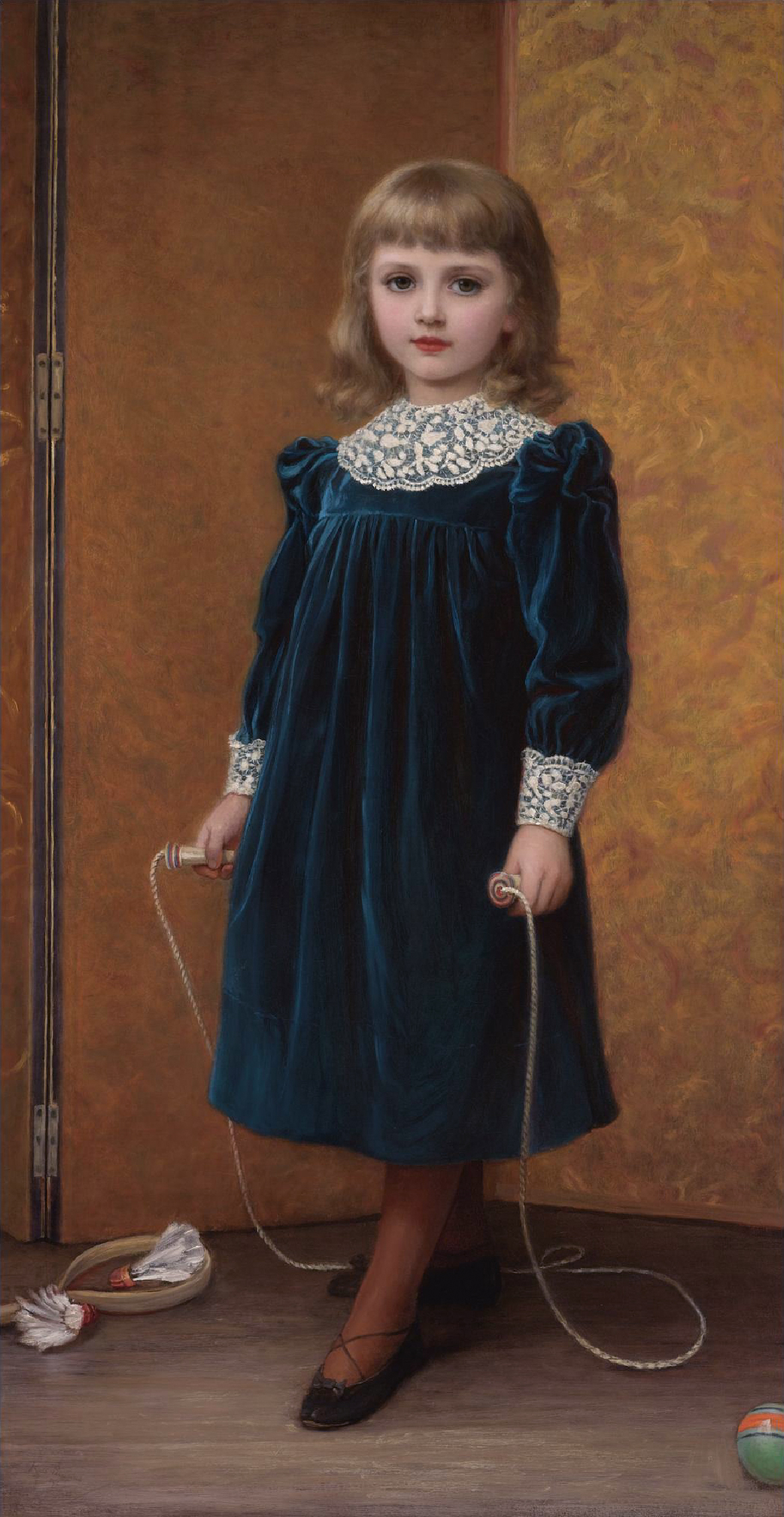
Kate Perugini: Dora, Ölgemälde (1892)
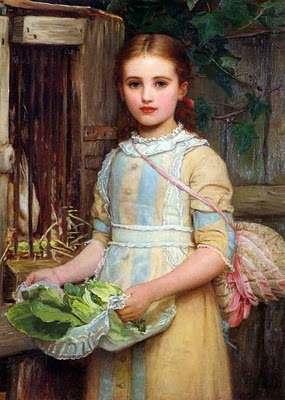
Kate Perugini: Portrait of Agnes Pheobe Burra, Ölgemälde
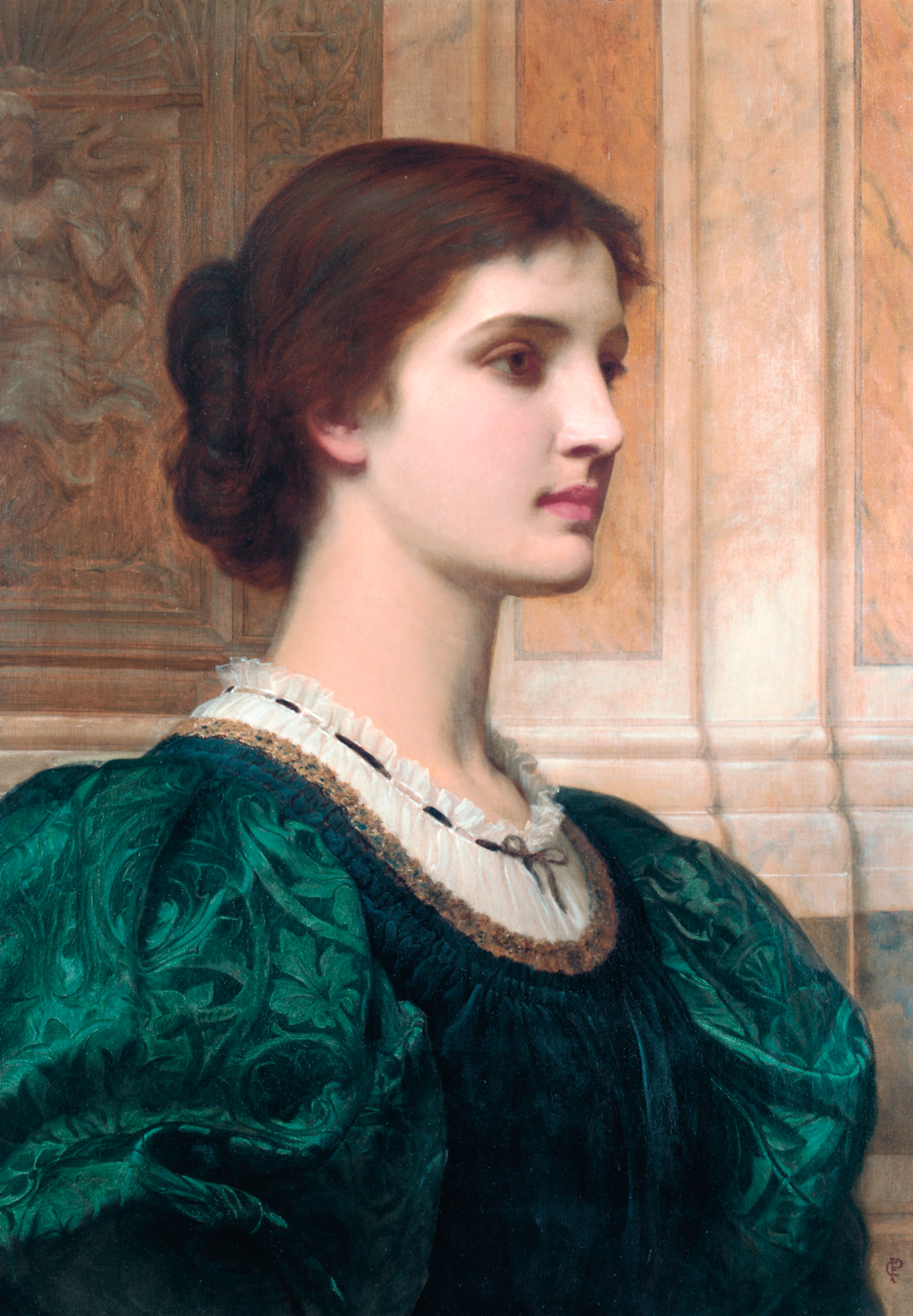
Charles Edward Perugini: Kate, Ölgemälde (Porträt von Kate Perugini)
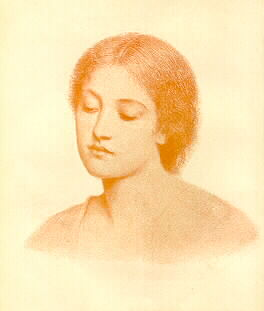
Charles Edward Perugini: Kate Perugini, Kreide